# 绿臭蛙
绿臭蛙（学名：Rana margaratae）为蛙科蛙属的两栖动物，是中国的特有物种。分布于湖北、湖南、四川、贵州、甘肃、广西等地，常见于山涧溪流附近、离水源不远的陡壁苔藓上以及或草丛中。其生存的海拔范围为390至1650米。该物种的模式产地在四川灌县。